# Uzbequistão nos Jogos Olímpicos de Inverno de 2010
O Uzbequistão participou dos Jogos Olímpicos de Inverno de 2010, realizados na cidade de Vancouver, no Canadá. Foi a quinta aparição do país em Olimpíadas de Inverno.

## Desempenho

### Esqui alpino
Feminino
| Atleta            | Evento         | Corrida 1 | Corrida 2 | Total   | Pos. |     |
| ----------------- | -------------- | --------- | --------- | ------- | ---- | --- |
| Kseniya Grigoreva | Slalom         | DNF       | DNF       | DNF     | DNF  | DNF |
| Kseniya Grigoreva | Slalom gigante | 1:31.59   | 1:25.63   | 2:57.22 | 58º  |     |

Masculino
| Atleta       | Evento         | Corrida 1 | Corrida 2 | Total   | Pos. |
| ------------ | -------------- | --------- | --------- | ------- | ---- |
| Oleg Shamaev | Slalom         | 57.65     | 1:00.40   | 1:58.05 | 42º  |
| Oleg Shamaev | Slalom gigante | 1:32.20   | 1:36.98   | 3:09.18 | 77º  |

### Patinação artística
| Atleta                  | Evento              | Programa curto | Programa curto | Programa longo | Programa longo | Total  | Total |
| Atleta                  | Evento              | Pontos         | Pos.           | Pontos         | Pos.           | Pontos | Pos.  |
| ----------------------- | ------------------- | -------------- | -------------- | -------------- | -------------- | ------ | ----- |
| Anastasia Gimazetdinova | Individual feminino | 49.02          | 24º            | 82.63          | 23º            | 131.65 | 23º   |

Legenda
| Recorde mundial      | Recorde mundial (World record)               |                       | Recorde africano                      | Recorde africano (African) |                                           | Q | Classificado por posição (Qualified) |
| Recorde olímpico     | Recorde olímpico (Olympic record)            | Recorde da América    | Recorde da América (Americas)         | q                          | Classificado por melhor tempo (Qualified) |   |                                      |
| Melhor marca do ano  | Melhor marca do ano (World leading)          | Recorde asiático      | Recorde asiático (Asian)              | DNS                        | Não largou (Did not start)                |   |                                      |
| Recorde nacional     | Recorde nacional (National record)           | Recorde europeu       | Recorde europeu (European)            | DNF                        | Não terminou (Did not finish)             |   |                                      |
| Recorde pessoal      | Recorde pessoal do atleta (Personal best)    | Recorde da Oceania    | Recorde da Oceania (Oceania)          | DSQ / DQ                   | Desclassificado (Disqualified)            |   |                                      |
| Recorde da temporada | Recorde da temporada do atleta (Season best) | Recorde sul-americano | Recorde sul-americano (South America) | NM                         | Sem marca (No mark)                       |   |                                      |